# Kay Panabaker

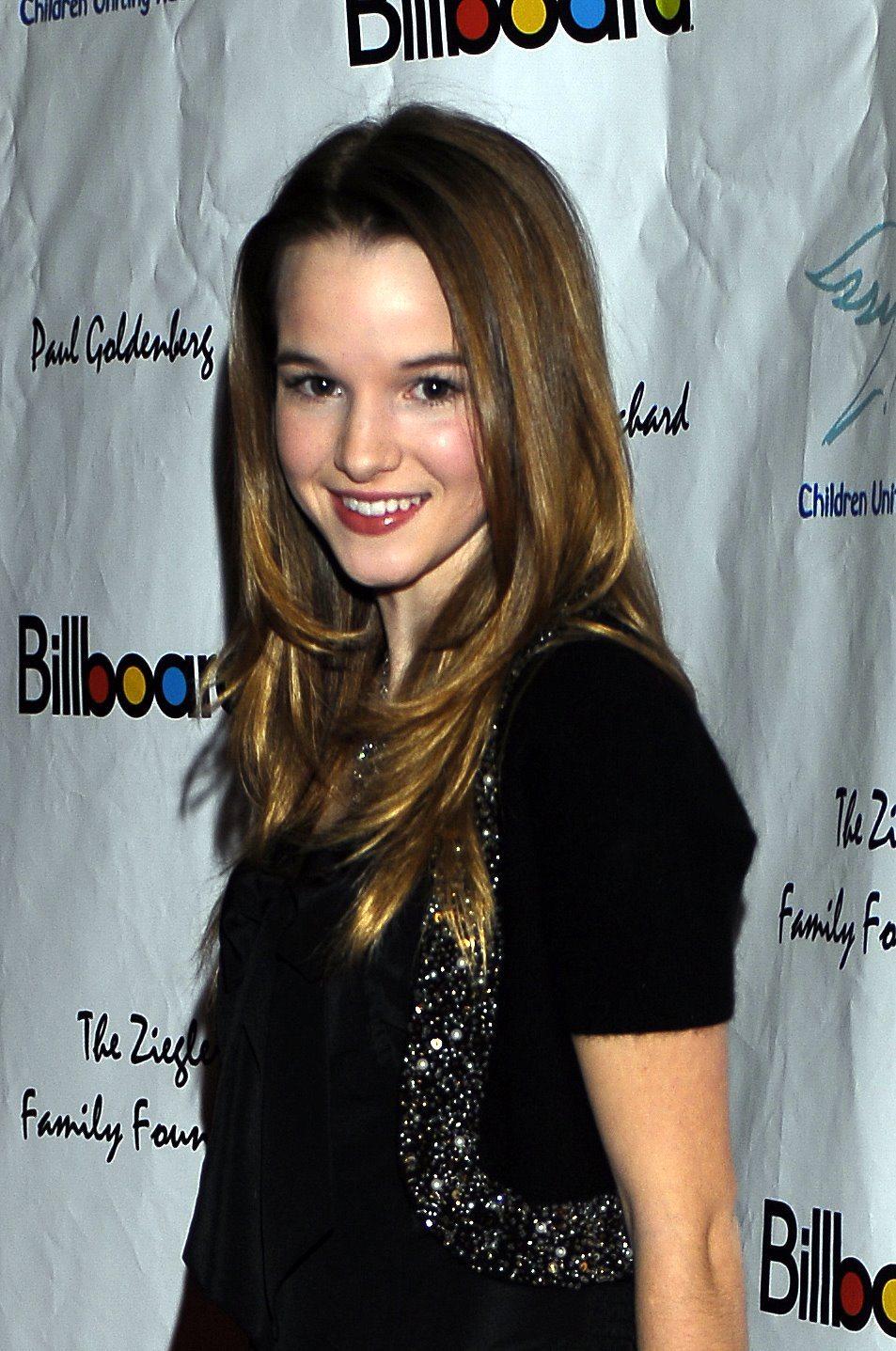
Kay Panabaker (2007)

Stephanie Kay Panabaker (* 2. Mai 1990 in Orange, Texas) ist eine ehemalige US-amerikanische Schauspielerin.

## Leben und Karriere
Kay Panabaker ist die jüngere Schwester von Danielle Panabaker, die ebenfalls als Schauspielerin aktiv ist.
Panabaker spielte u. a. in der Fernsehserie Summerland Beach die Rolle der 13-jährigen Nikki Westerly. In dem Actiondrama Dead Heat – Tödliches Rennen war sie 2002 neben Kiefer Sutherland zu sehen. Zuletzt war sie an Beverly Hills Chihuahua 3 aus dem Jahr 2012 beteiligt, seither trat sie nicht mehr als Schauspielerin in Erscheinung.
Kay Panabaker arbeitet heute als Tierpflegerin im Themenpark Disney’s Animal Kingdom des Walt Disney World Resort in Florida.

## Filmografie (Auswahl)

### Filme
- 2002: Dead Heat – Tödliches Rennen (Dead Heat)
- 2005: Gut gebellt ist halb gewonnen (Life Is Ruff)
- 2006: Hilfe, mein Tagebuch ist ein Bestseller (Read It and Weep)
- 2007: Ein Pferd für Moondance (Moondance Alexander)
- 2007: Nancy Drew – Girl Detective (Nancy Drew)
- 2007: Plötzlich Star! – Eine moderne Marc Twain-Geschichte (A Modern Twain Story: The Prince and the Pauper)
- 2007: Custody – Kampf ohne Gewinner (Custody)
- 2008: Happy Campers
- 2009: Fame
- 2010: Secrets in the Walls (Fernsehfilm)
- 2011: Internet-Mobbing (Cyberbully, Fernsehfilm)
- 2012: Beverly Hills Chihuahua 3 (Stimme von Rosa)

### Serien
- 2002: Emergency Room – Die Notaufnahme (ER, Folge 8x20)
- 2002: The Jamie Kennedy Experiment (Folge 1x09)
- 2002: Eine himmlische Familie (7th Heaven, Folge 7x06)
- 2002–2003: Angel – Jäger der Finsternis (Angel, 2 Folgen)
- 2003: Lady Cops – Knallhart weiblich (The Division, Folge 3x06)
- 2003: The Brothers Garcia (Folge 4x13)
- 2004–2005: Phil aus der Zukunft (Phil of the Future, 14 Folgen)
- 2004–2005: Summerland Beach (Summerland, 26 Folgen)
- 2005: Medium – Nichts bleibt verborgen (Medium, Folge 1x15)
- 2006: American Dragon (American Dragon: Jake Long, Stimme von Lacey, Folge 2x01)
- 2006: Disney Channel Games
- 2006–2011: CSI: Vegas (CSI: Crime Scene Investigation, 6 Folgen)
- 2007: Boston Legal (Folge 4x03)
- 2007: The Winner (Folge 1x01)
- 2007: Hotel Zack & Cody (The Suite Life of Zack & Cody, Folge 3x10)
- 2007: Two and a Half Men (Folge 4x21)
- 2007: Ghost Whisperer – Stimmen aus dem Jenseits (Ghost Whisperer, Folge 3x08)
- 2008: Grey’s Anatomy (Folge 5x10)
- 2010–2011: My Superhero Family (No Ordinary Family, Fernsehserie, 20 Folgen)
- 2011: Law & Order: Special Victims Unit (Folge 13x10)

## Auszeichnungen
Young Artist Award
- 2004: Nominierung in der Kategorie Beste Darstellung in einer Fernsehserie – Gastdarsteller in Emergency Room – Die Notaufnahme
- 2005: Young Artist Award in der Kategorie Beste Darstellung in einer Fernsehserie – Hauptdarsteller in Summerland Beach
- 2005: Nominierung in der Kategorie Beste Darstellung in einer Fernsehserie – wiederkehrender Darsteller in Phil aus der Zukunft